# Ed Moses (Schwimmer)
Ed Moses (* 7. Juni 1980 in Loma Linda, Kalifornien) ist ein US-amerikanischer Brustschwimmer, der bei den Olympischen Sommerspielen 2000 in Sydney Gold und Silber gewann.

## Werdegang
Auf dem Weg zu den Olympischen Spielen 2000 stellte Moses bei den Olympiatrials einen neuen Amerikarekord auf. Bei den NCAA-Championships 2000 schwamm er auf der Kurzbahn für die University of Virginia und gewann die 100- und 200-m-Brustbewerbe jeweils in Weltrekordzeit. 2005 machte er seinen Abschluss auf der University of Virginia in Sportmedizin. Des Weiteren war er bereits während seiner Studienzeit freiwilliger Assistenzcoach an der Universität.
Am 23. Januar 2002 verbesserte er in Stockholm seine Kurzbahnweltrekorde über die 100- und 200-m-Brustdistanz und stellte zudem einen neuen Rekord über 50 m Brust auf. Im Januar 2004 in Berlin gelang es Moses noch einmal seinen eigenen Weltrekord über die 200 m Brust zu verbessern. Auch auf der Langbahn gelang es Ed Moses auf der 50- und 100-m-Bruststrecke Weltrekorde aufzustellen, nämlich 2001 in Austin.

## Rekorde

### Zeichenerklärung
- WR – Weltrekord
- AR – Amerikarekord

### Persönliche Bestleistungen

#### Langbahn
- 50 m Brust – 00:27,39 AR und ex-WR
- 100 m Brust – 01:00,21
- 200 m Brust – 02:11,22

#### Kurzbahn
- 50 m Brust – 00:26,28 AR und ex-WR
- 100 m Brust – 00:57,47 WR
- 200 m Brust – 02:02,92 WR

### Internationale Rekorde
| Amerikarekorde (4)                                 | Amerikarekorde (4) | Amerikarekorde (4) | Amerikarekorde (4) |
| -------------------------------------------------- | ------------------ | ------------------ | ------------------ |
| 50 m Brust                                         | 00:27,39 min       | 31. März 2001      | Austin             |
| 50 m Brust (Kurzbahn)                              | 00:26,28 min       | 22. Januar 2002    | Stockholm          |
| 100 m Brust (Kurzbahn)                             | 00:57,47 min       | 21. Januar 2002    | Stockholm          |
| 200 m Brust (Kurzbahn)                             | 02:02,92 min       | 17. Januar 2004    | Berlin             |
| U.S. Open Rekorde (4)                              |                    |                    |                    |
| 50 m Brust                                         | 00:27,39 min       | 31. März 2001      | Austin             |
| 4 × 100 m Lagen (mit Peirsol, Phelps, Neil Walker) | 03:34,24 min       | 4. Juni 2003       | Indianapolis       |
| 100 m Brust (Kurzbahn)                             | 00:57,66 min       | 24. März 2000      | Minneapolis        |
| 200 m Brust (Kurzbahn)                             | 02:04,61 min       | 30. Januar 2004    | East Meadow        |
| (Stand: 6. August 2010)                            |                    |                    |                    |